# 郗夔
郗夔（1465年—1510年），字舜臣，山西太原府平定州人，民籍，明朝政治人物。

## 生平
山西鄉試第四十四名舉人，弘治十五年（1502年）壬戌科進士。授禮科給事中。
正德五年（1510年），外出核查延綏戰功，劉瑾囑其優待親信。郗夔考慮到答應劉瑾則違背國法，拒絕則禍及自身，於是選擇自縊。

## 家族
曾祖父郗寬；祖父郗信，府照磨；父郗珙，知州。母郝氏。慈侍下。子郗元深、郗元洪、郗元清、郗元澈。